# Esnes Communal Cemetery
Esnes Communal Cemetery is een Britse militaire begraafplaats gelegen in de Franse plaats Esnes (Noorderdepartement). De begraafplaats wordt onderhouden door de Commonwealth War Graves Commission.
De begraafplaats telt 55 geïdentificeerde Gemenebest graven uit de Eerste Wereldoorlog.